# 海德先生
海德先生（英語：Mister Hyde），是出现在漫威漫画的超级反派。海德先生首先出现《神秘之旅》第99期，由斯坦·李和唐·赫克创造。他也是超級英雄「震波女」黛西·約翰森的父親。

## 人物
凱文·澤博（Calvin Zabo）是一名十分出色的醫學研究者和醫生，特別擅長研究人體激素。
澤博從小就對羅伯特·路易斯·史蒂文森筆下的奇幻小說《化身博士》十分著迷，他認為書中的實驗可以被實現，但他需要經費來研究，於是他利用自己的天才級智商搶劫自己的雇主，並在得手後立即換份工作，雖然沒有證據證明搶劫就是他所為，但他的舉動卻受到了懷疑。
澤博最終完成了自己的實驗，他迫不急待地對自己使用了這份藥劑，使他成功地擁有了超級的肉體與能力，於是他以《化身博士》小說中的主角亨利·哲基爾的邪惡人格海德先生為名，開始了他的犯罪人生。

## 能力
凱文·澤博有著天才級的智能，這使他在醫學上的成就十分出色，而當他把這些才智用來犯罪時也是無往不利。
在成功開發了促進肉體變化的藥劑令自己成為海德先生後，他的肉體擁有了超人的力量，達到巔峰時甚至可以和雷神索爾不相上下，除此之外他也有著類似浩克的再生能力、體能與耐打力。但藥劑的效果有時間上的限制，這使他需要定期使用藥物來維持自己的力量。

## 其他媒体

### 电视剧
- 在《The Marvel Super Heroes》中登场。
- 在《神盾局特工》：由凱爾·麥克拉蘭飾演[1]。於第二季中登场。海德先生使用化学配方获得超人的力量，但同时也导致精神的不稳定。花了20多年时间寻找女儿黛西·約翰森但女儿却把他当坏人且把考森当成家人，且因为妻子贾盈被活体摘官而向怀特霍尔报仇但怀特霍尔被考森抢先一步杀死后而憎恨考森。后被戈登带到来世，随后与贾盈和黛西见面，而贾盈却因为他不是异人族而想驱逐他。后来贾盈发动异人族和神盾局的战争中帮助贾盈，由于化学配方的副作用而导致心脏骤停，因为被注射肾上腺素而使配方生效并破坏神盾局基地。在考森的劝说下帮助神盾局，并为了不让贾盈杀死黛西（因为黛西反对贾盈发动战争）而将贾盈杀死。最终同意使用“大溪地计划”抹去过去所有的记忆，在一小镇内担任一名兽医。